# Factor Giel

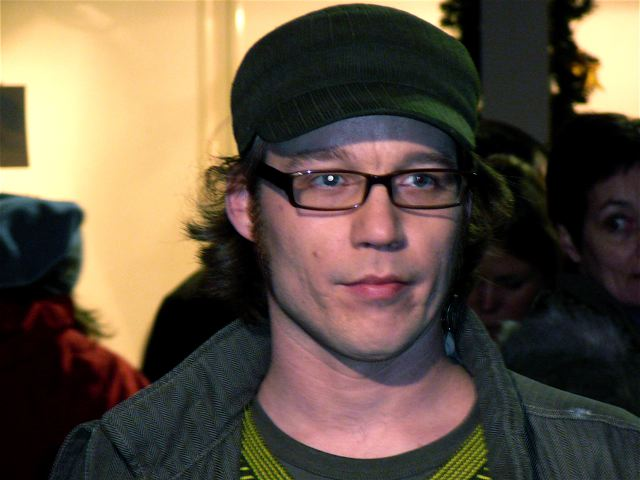
Giel Beelen

Factor Giel was een zesdelig televisieprogramma van de VARA waarin radiopresentator Giel Beelen verschillende extreme situaties aan den lijve ondervond. De eerste aflevering was op 2 juli 2008.

## Afleveringen

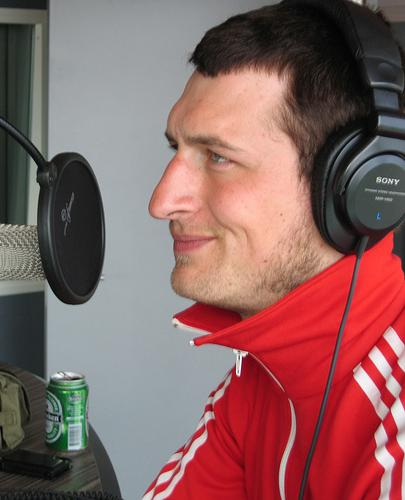
Sebastiaan Labrie

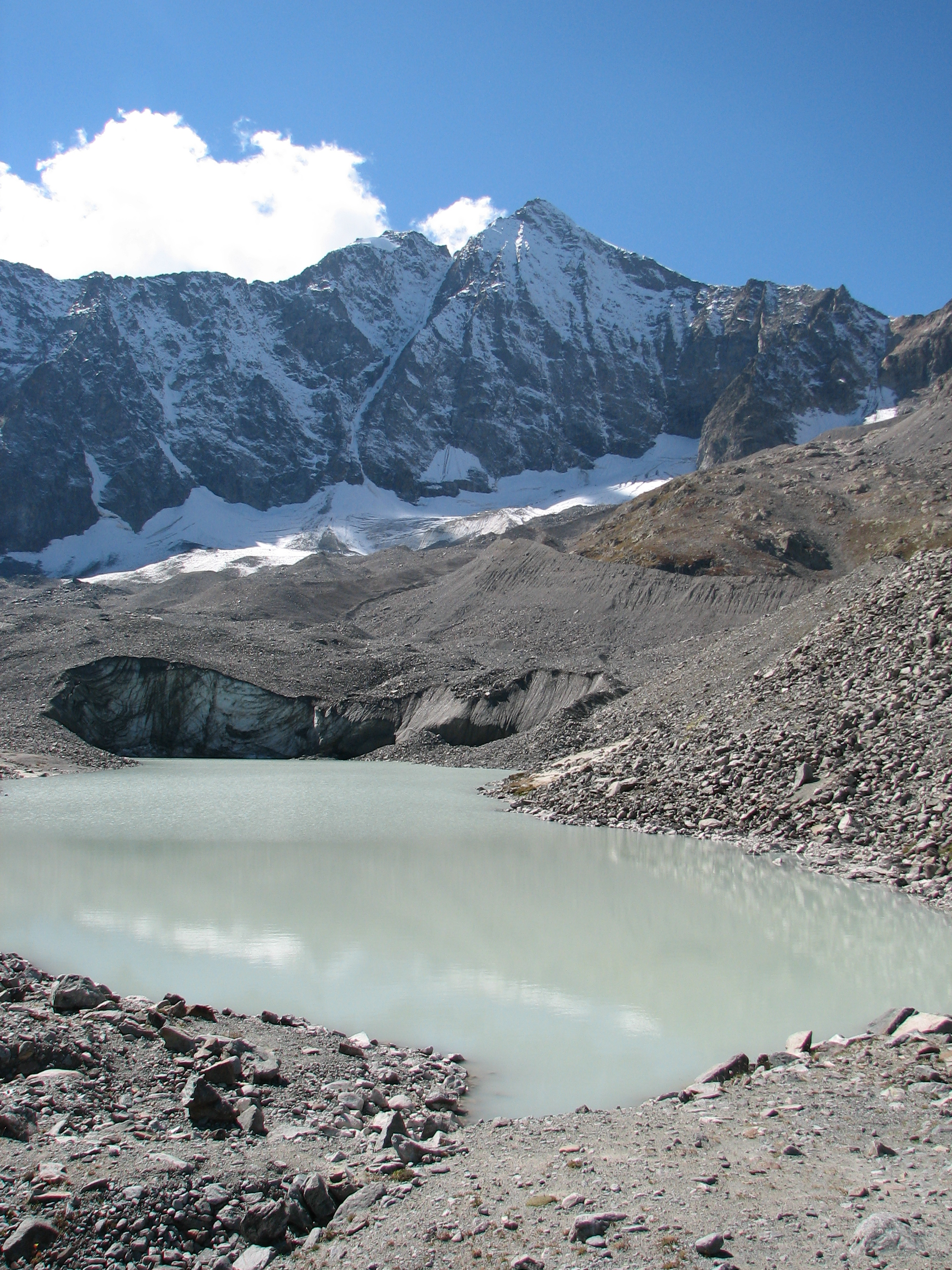

- Aflevering 1 (2 juli 2008)

Boksen met Don Diego Poeder, een dag in een vrieskist ter nabootsing van de Elfstedentocht van 1963 en met de auto te water (samen met Georgina Verbaan).
- Aflevering 2 (9 juli 2008)

24 Uur in een legbatterijhok (samen met Pierre Wind), een rolstoelenrace door Amsterdam (met Annemarie Postma) en het meemaken van een flashover en een poging tot ontsnapping uit een brandende bovenwoning in dertig seconden.
- Aflevering 3 (16 juli 2008)

Marathonlopen in een kas die de omstandigheden in de smog van Peking simuleert (met Leontien van Moorsel en Simon Vroemen), levend begraven en comazuipen (met Dennis Weening).
- Aflevering 4 (23 juli 2008)

Autorijden na 24 uur zonder slaap (met Jan Lammers en Irene van der Laar), wielrennend de Cauberg op na een injectie corticosteroïden (met Jans Koerts, onder begeleiding van Harm Kuipers) en blootstelling aan het gif van dieren en planten (met Sebastiaan Labrie).
- Aflevering 5 (30 juli 2008)

Lichamelijke en psychische marteling zoals toegepast in Guantánamo Bay (met toegebrachte desoriëntatie door eenzame opsluiting in een geluid- en lichtarm hok, dreiging van verdrinking door onderdompeling, vernedering, blote huid op ijs, blootstelling aan extreem licht en geluid en dreiging met elektrische shocks), leven met 24 uur per dag beveiliging onder dreiging van een aanslag en een dag als zwaarlijvige (met Mark Dakriet).
- Aflevering 6 (6 augustus 2008)

Ontkomen uit een gletsjerspleet (Les Grand Montets) in de Franse Alpen, een tatoeage door middel van zonnebrand, waarvoor Beelen in een speciaal gebouwde constructie een overdosis uv-straling ondergaat (met Wesley) en 24 uur doof (met Nikki Kerkhof).
12 steden, 13 ongelukken · Alles draait om geld · Bergen Binnen · Büch's Boeken · Buitenhof ** · Bureau Kruislaan · Cabaret & Co · Comedytrain presenteert · Deadline · Dr. Ellen · Ernstige Delicten · Factor Giel · Gebak van Krul · GIEL · Herexamen · Hoe bestaat het · Hof van Joosten · Hollands Hoop · In goed gezelschap · Is dat eigenlijk wel zo? · Jules Unlimited · Kanniewaarzijn · Kassa · Kassa 3 · Kinderen geen bezwaar · Kinderen voor Kinderen · Kopspijkers · Kun je het al zien? · Het Lagerhuis · Langs de Leeuw · Langs Sint en De Leeuw · De leugen regeert · Lieve Paul · Lieve Paul & Sint · MaDiWoDoVrijdagshow · De Mega Mike & Mega Thomas Show · Mooi! Weer De Leeuw · Mooi! Weer de Sint · Nieuwslicht · NOVA * · Oppassen!!! · Overspel · Panache · PAU!L · PAU!L en Sint! · Pauls Kadoshow · Pauls Puber Kookshow · Pauw & Witteman · Per Seconde Wijzer · Sint & De Leeuw · Shouf Shouf! · The Sopranos · Stellenbosch ** · Studio Spaan · Thank God It's Friday · Twee voor twaalf · Unit 13 · De verrukkelijke 85 · Vroege Vogels TV · Vuurzee · Waltz ** · De Wereld Draait Door · De wereld van Boudewijn Büch · Wie steelt mijn show? · X De Leeuw · Zembla

*: In samenwerking met NPS en NOS     **: In samenwerking met AVROTROS en VPRO